# 八阪川 (南丹市)
八阪川（はつさかがわ）は、京都府南丹市園部町天引を流れる淀川四次支流の普通河川である。橋の欄干などに八坂川の表記もある。

## 地理
園部町天引丸石の谷から流れ出た水が北流し、国道372号天引道路と篠山街道の嶽口橋を順にくぐり、ワキ谷から八阪を経て流れてきた嶽川の左岸に嶽口（たけぐち）で合流する。2003年（平成15年）着手・2009年（平成21年）完成の天引道路バイパス建設第2工区の工事により、国道下に八阪川を通す隧道が設けられている。川の装いはコンクリート三面張り。

## 流域の村
南丹市
- 園部町
  - 西本梅地域
    - 天引

## 主な橋梁
- 嶽口橋